# Christa Théret

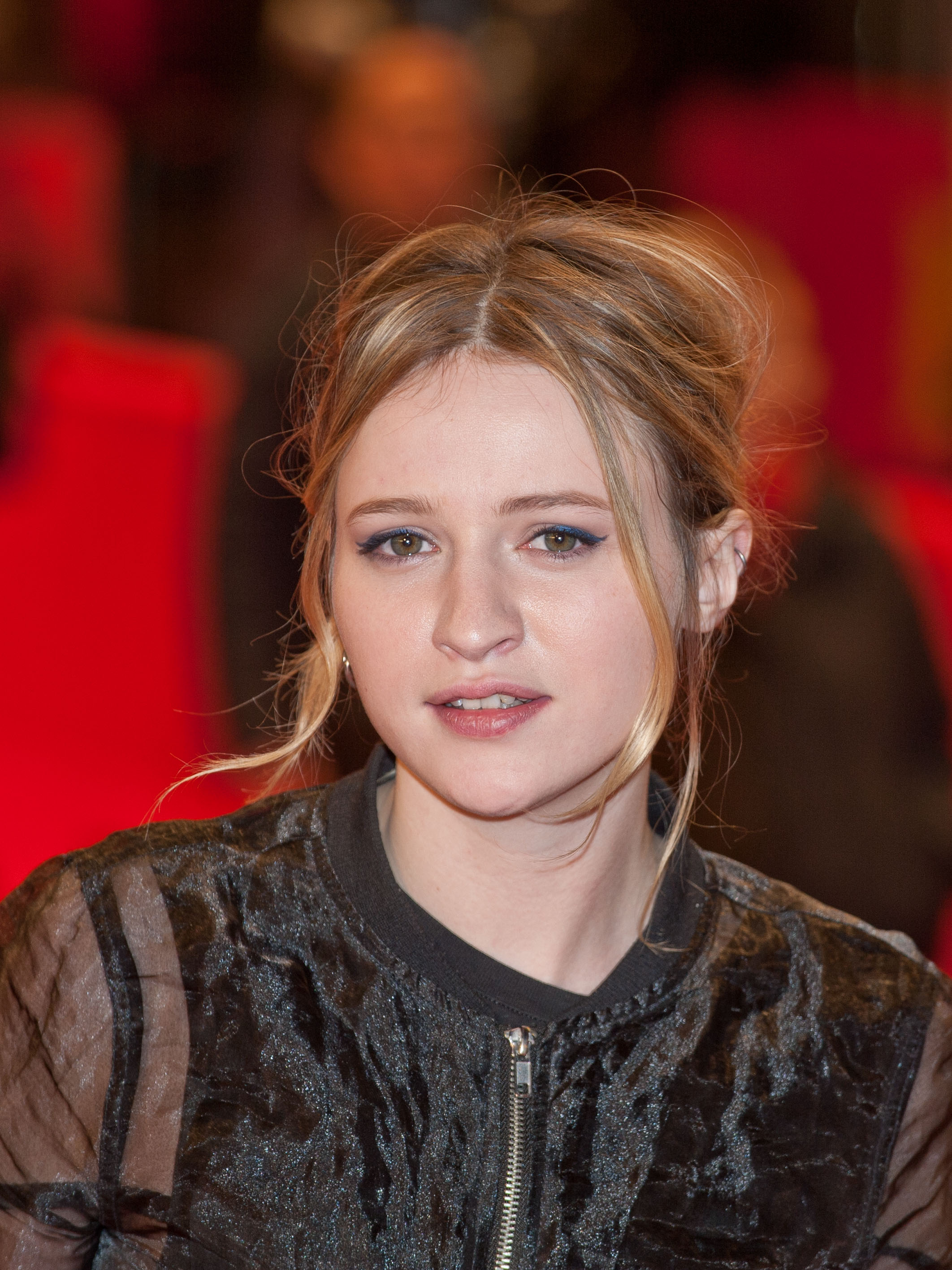
Christa Théret (2013)

Christa Théret (* 25. Juni 1991 in Paris) ist eine französische Schauspielerin.

## Leben
Im Jahr 2003 wurde die damals 12 Jahre alte Théret auf dem Schulhof durch einen Casting-Direktor entdeckt. Dieser war auf der Suche nach einem Mädchen für die Rolle der Betty Davert in Die Axt, einem französischen Spielfilm von Constantin Costa-Gavras. 2007 spielte sie in Et toi t’es sur qui? die Rolle der jungen Julie, die mit ihren drei Schulfreunden Elodie, Vincent und Nicolas die Grenzen von Liebe und Freundschaft erkundet.
2008 verkörperte Théret die Tochter von Sophie Marceau in der französischen Jugendkomödie LOL (Laughing Out Loud).
Ende 2009 bis Anfang 2010 wurde die Komödie Der Klang von Eiswürfeln von Bertrand Blier gedreht. Théret spielte darin die Rolle der Evguenia.
Ihre Rolle als Andrée (die spätere Catherine Hessling), eines der letzten Modelle des greisen Renoir als Hauptrolle im gleichnamigen Film, bescherte ihr 2012 internationale Bekanntheit.

## Filmografie (Auswahl)
- 2005: Die Axt (Le couperet)
- 2007: Et toi t’es sur qui?
- 2008: LOL (Laughing Out Loud)
- 2010: Der Klang von Eiswürfeln (Le bruit des glaçons)
- 2010: Le village des ombres
- 2010: Carjacking (Voie Rapide)
- 2011: Mike
- 2011: La Brindille
- 2012: Voie Rapide
- 2012: L’Homme qui rit
- 2012: Renoir (als Andrée, die spätere Catherine Hessling)
- 2014: Zu zweit (Deux) (Fernsehfilm)
- 2015: Madame Marguerite oder die Kunst der schiefen Töne (Marguerite)
- 2016: The Boss‘s Daughter (La Fille du patron)
- 2017: Maximilian – Das Spiel von Macht und Liebe (Fernsehdreiteiler)
- 2017: Gaspard fährt zur Hochzeit (Gaspard va au mariage)
- 2018: Zwischen den Zeilen (Doubles vies)
- 2019: Goldene Hochzeit mit Handicap (Noces d‘or) (Fernsehfilm)
- 2019: Foals – Exits (Musikvideo)
- 2020: ARTE Replay – Arrie et Pétus (Fernseh-Kurzfilm)[1]
- 2020: Yung Lean – My Agenda (Musikvideo)
- 2021: Das Seil (La corde, Miniserie, 3 Folgen)
- 2023: Luise

## Auszeichnungen
- Lumières Award 2008: Nominierung als beste Nachwuchsdarstellerin für Et toi t’es sur qui?
- César 2010: Nominierung als beste Nachwuchsdarstellerin für LOL (Laughing Out Loud)
- César 2012: Nominierung als beste Nachwuchsdarstellerin für La Brindille
- Berlinale 2013: EFP Shooting Star
- Lumières Award 2014: Nominierung als beste Darstellerin für Renoir
- Romy-Schneider-Preis 2016: Nominierung als beste Nachwuchsschauspielerin
- Festival du Film de Cabourg 2016: Swann d’Or in der Kategorie Révélation féminine für The Boss‘s Daughter